# Guillermo Francovich
Guillermo Francovich Salazar (Sucre, Bolivia; 25 de enero de 1901-Río de Janeiro, Brasil, 24 de noviembre de 1990) fue un dramaturgo, ensayista, humanista y filósofo boliviano, además de ser muy activo en el ámbito de la política. Es considerado por muchos expertos como "El más autorizado historiador del pensamiento filosófico boliviano, y el más grande pensador nacional de todos los tiempos después de Tamayo".

## Biografía
Nació el 25 de enero de 1901 en la ciudad de Sucre. Comenzó sus estudios escolares en 1906, saliendo bachiller el año 1918 del  colegio del Sagrado Corazón de Sucre. Se tituló como abogado de profesión el año 1924 de la Universidad Mayor, Real y Pontificia de San Francisco Xavier de Chuquisaca.
Entre 1922 y 1928 trabaja como profesor de filosofía jurídica, y a partir de 1929 ingresa en el servicio diplomático de Bolivia. En 1952 es nombrado director del Centro Regional en el Hemisferio Occidental de la Unesco con sede en La Habana donde permaneció hasta cerca de 1960.
Entre 1944 y 1952 es rector de la Universidad Mayor, Real y Pontificia de San Francisco Xavier de Chuquisaca, y en 1976 es elegido miembro de la Academia Boliviana de la Lengua.

## Obras y pensamiento
Trabajó en sistematizar y difundir las líneas del pensamiento filosófico contemporáneo de Bolivia. Al respecto se destaca su obra "El pensamiento boliviano en el siglo XX", donde comenta y analiza las contribuciones de Carlos Medinaceli a la literatura y Gabriel René Moreno a la historia; a la vez que elabora sobre las que él considera las tres corrientes filosóficas más relevantes del pensamiento boliviano del siglo XX: la entroncada con el socialismo, la que abreva en el nacionalismo y la que rescata el indigenismo. Entre los autores cuyas líneas de pensamiento exploró se encuentran Martin Heidegger, Francis Bacon, Blaise Pascal, Alfred North Whitehead y Claude Lévi-Strauss.
- Filósofos brasileños (Río de Janeiro: [s.p.i.], 1939
- El pensamiento boliviano en el siglo XX (México: Fondo de Cultura Económica, 1956)
- El monje de Potosí (1960)
- Teatro completo (1983)
- La filosofía en Bolivia (1945)
- La filosofía existencialista de Martin Heidegger (1946)
- Los mitos profundos de Bolivia (1980)

### Ensayos[2]
- Supay (Chuquisaca: [s.p.i.], 1939)
- Los ídolos de Bacon (Chuquisaca: [s.p.i.], 1942
- La filosofía existencialista de Martin Heidegger (Chuquisaca: [s.p.i.], 1946)
- El pensamiento universitario de Charcas y otros ensayos (Chuquisaca: Ed. UMPSFX, 1948)
- Los papeles de José Ramón y otros diálogos (Chuquisaca: Ed. UMPSFX, 1949)
- Todo ángel es terrible (México: Imprenta Universitaria, 1959)
- Tres poetas modernistas en Bolivia (La Habana: Ed. Mirador, [s.d.])
- El cinismo (Puebla [México]: Ed. José M. Cajica, 1963)
- Restauración de la filosofía (México: Ed. Orión, 1967)
- Ensayos sobre el estructuralismo (La Paz: Ed. UMSA, 1970)
- La búsqueda. Ensayo sobre la religión (Puebla [México]: Ed. José M. Cajica, 1972)
- Alberto Ostria Gutiérrez (La Paz: Ed. Isla, 1974)
- Tito Yupanqui. Escultor indio (La Paz: Ed. Juventud, 1978)
- Alcides Arguedas y otros ensayos sobre la historia (La Paz: Ed. Juventud, 1979)
- El mundo, el hombre y sus valores (La Paz: Ed. Juventud, 1981)